# Игначево (Тотемский район)
Игначево — деревня в Тотемском районе Вологодской области.
Входит в состав Калининского сельского поселения, с точки зрения административно-территориального деления — в Калининский сельсовет.
Расстояние по автодороге до районного центра Тотьмы — 16,5 км, до центра муниципального образования посёлка Царёва — 8,5 км. Ближайшие населённые пункты — Козловка, Ленино, Рязанка, Село.
По переписи 2002 года население — 7 человек.